# Léonor-Joseph Havin

Léonor-Joseph Havin

Léonor-Joseph Havin (* 2. April 1799 in Paris; † 12. November 1868 in Torigni-sur-Vire (Département Manche)) war ein französischer Publizist und Politiker.

## Leben
Havins Vater Léonor-Edouard Havin war Jurist und wurde im Zuge der Französischen Revolution Abgeordneter im Nationalkonvent. Er bekleidete bis zur Restauration verschiedene, hohe Ämter und wurde deshalb 1816 ins Exil geschickt. Zuerst hielt er sich mit seiner Familie in England und anschließend in Belgien auf. 1820 wurde ihm die Rückkehr nach Frankreich gestattet.
Havin absolvierte sein Jurastudium in Caen, wo er auch den Abschluss machte. Er engagierte sich seit dieser Zeit bei den jungen Liberalen. 1830 wurde er als Delegierter der Manche in die Übergangsregierung gewählt und ab 1831 war er Mitglied der Chambre des députés. Weiterhin wurde Havin 1835 zum Friedensrichter in Saint-Lô ernannt.
1839 avancierte er zum Sekretär der Abgeordnetenkammer, wurde aber bereits 1842 wieder von diesem Posten enthoben. Harvin befand sich neben Odilon Barrot stets in Opposition zur Regierung und beschäftigte sich hauptsächlich mit Haushaltsfragen. Gegen die Übermacht von Adolphe Thiers und Charles de Rémusat konnte er sich aber kaum durchsetzen.
Am Tag der Februarrevolution 1848 forderte er mit Hilfe linker Abgeordneter den Marschall Bugeau durch General Lamoricière zu ersetzen. Barrot wurde beauftragt ein entsprechendes Ministerium zu bilden, das aber nur kurz Bestand hatte. Harvin wurde in Folge zum Kommissar der provisorischen Gouvenementsregierung der Manche und zum Staatsrat ernannt. Gegen den Staatsstreich 1851 protestierte Havin scharf, legte seine Ämter nieder und zog sich in Folge aus der Politik zurück.
Harvin wandte sich nunmehr dem Journalismus zu. Nachdem Louis Perrée gestorben war, übernahm Harvin den Posten des Chefredakteurs für Politik im Journal Le Siècle. Er richtete das Blatt auf seine liberalen Ansichten aus. Weiterhin beobachtete er das Risorgimento in Italien und berichtete regelmäßig darüber. Obwohl er selbst zwar regelmäßig aber eher selten Artikel schrieb, gelang es ihm Le Siècle zu einer der wichtigsten Zeitungen der Zeit zu machen. Harvin leitete das Ressort bis kurz vor seinem Tod.
1861 kehrte Havin noch einmal aufs politische Parkett zurück. Er wurde erneut in das conseil générale in der Manche gewählt. Insgesamt war er neben seiner Abgeordnetentätigkeit ab 1833 achtmal Präsident des conseil générale und zudem zwischen 1840 und 1851 Bürgermeister von Torigni-sur-Vire.